# Le Nord (journal)
Pour les articles homonymes, voir Le Nord.
Le Nord est un journal officieux russe en langue française, fondé en 1855 et publié à Bruxelles puis à Paris.

## Histoire
Dans le contexte d'une phase critique des relations franco-russes marquée par la guerre de Crimée (1853-1856), Le Journal du Nord, rebaptisé Le Nord dès son lancement, a été fondé dans le but de défendre les intérêts et la politique de l'Empire russe auprès de l'opinion publique française et internationale.
Il devait remplacer un ancien journal officieux en langue française, Le Journal de Francfort, qui était tombé dans le giron autrichien. Le projet initial consiste d'ailleurs à implanter le nouveau quotidien à Berlin, sous la direction de M. de Schoeppingk, conseiller de légation russe. Cette première tentative échoue cependant en mars 1855 face au refus des autorités prussiennes, qui ordonnent le départ immédiat des compositeurs belges et français ainsi que du rédacteur en chef français, Jacques Crétineau-Joly,.
Finalement, Le Nord est publié à Bruxelles, ce qui permet de se rapprocher de Paris tout en évitant le contrôle de la presse par les autorités françaises, aggravé sous le Second Empire. Crétineau-Joly ayant été prévenu par les autorités belges qu'il serait expulsé en application de la loi de 1834 sur les étrangers, le poste de rédacteur en chef est confié à un journaliste belge, Victor Cappellemans. Les premiers collaborateurs du Nord sont quant à eux recrutés par Nikolaï Gretsch, co-directeur de L'Abeille du nord.
Les premiers articles du Nord de Bruxelles, lancé le 1er juillet 1855, proviennent de Saint-Pétersbourg. Transmis par l'ambassadeur de Russie en Belgique, Michel Khreptovitch (d), ils émanent en effet des bureaux du comte de Nesslrode, ministre des Affaires étrangères de l'empereur Alexandre II, où ils sont rédigés sous la direction de J. Maltzoff avant d'être relus et corrigés par Charles de Saint-Julien (d).
D'abord interdit en France, Le Nord y est autorisé dès le 9 avril 1856, au moment où le congrès de Paris met fin à la guerre de Crimée. À cette époque, le journal compte environ 1 200 abonnés.
Le 14 août 1857, le directeur du journal, Nicolas Poggenpohl (d), annonce la cessation des fonctions de Cappellemans. Celui-ci est nommé rédacteur en chef du Journal de Saint-Pétersbourg dès l'année suivante.
En 1863, l'empereur et son ministre des Affaires étrangères, le prince Alexandre Gortchakoff, autorisent le transfert du Nord de Bruxelles à Paris sous la direction de Georges et Nicolas de Poggenpohl. Un an plus tard, le journal est revendu à une nouvelle société à responsabilité limitée, présidée par le carrossier Gaston Mühlbacher, qui est nommé gérant. Son rédacteur en chef est alors Théophile Franceschi (d), un russe d'origine italienne, qui assume cette fonction jusqu'à sa mort, en 1891.
De retour en Belgique depuis 1869, Le Nord devient hebdomadaire le 1er janvier 1882.
Interrompue à Bruxelles à la fin du mois de janvier 1892, la publication du Nord reprend à Paris le 5 août 1893. À la fin de la même année, son directeur est Charles de Lorbac (d). Celui-ci devient rédacteur en chef quand Le Nord, organe de la politique et des intérêts franco-russes, passe sous la direction d'Hypolite Hostein, qui lui rend sa parution quotidienne en 1896 avec l'ambition d'en faire « le moniteur de l'alliance franco-russe ».

## Collaborateurs
- D. Arzew[15]
- Henri d'Audigier (alias « d'Avezac »)[18]
- Behaeghel[19]
- Gustave Bertrand[19]
- Henri de Bornier[1]
- Victor Cappellemans (rédacteur en chef)[6]
- Constantin Catacazy (en)[19]
- Auguste Daumerie[20]
- Louis Énault[21]
- Charles Flor O'Squarr[19]
- Dimitri Franceschi (secrétaire de rédaction)[19]
- Théophile Franceschi (d) (rédacteur en chef)[19]
- Giacone[1]
- Camille Guinhut[22]
- Ólafur Gunlögsen[1]
- Max Guttenstein[19]
- Louis Hymans[23]
- Alexandre de Jomini (d)[19]
- Victor Langlois[24]
- Charles de Lorbac (d) (directeur puis rédacteur en chef)[16]
- Robert Mitchell[25]
- Costantino Nigra[1]
- Henry de Pène (alias « Nemo »)[19]
- Albert Rogat (alias « Covielle »)[18]
- Élie Sorin (d)[22]
- Eugène Tardieu[19]
- Nicolas Tcherbanne (d)[1]